# 자자인

이란계 민족의 분포를 나타낸 지도. 짙은 초록색이 자자족의 주요 거주 지역.

자자인(영어: Zaza(s), 자자어: Kird, Kirmanc, Dimili)은 터키 동부에 거주하는 이란계 민족이다. 인구는 약 200-300만 명으로, 터키 국외로 이주하여 살고 있는 인구도 약 30만 명에 달하는 것으로 추산된다. 이들은 스스로를 쿠르드족의 일부로 여기는 경우가 많으며, 따라서 자자 쿠르드족이라고 부르기도 한다. 대부분 이슬람교 수니파에 속해 있다. 현대에 등장하기 시작한 이들의 민족주의는 쿠르디스탄 독립운동과는 구분되기도 하고 함께하기도 한다.

## 같이 보기
- 쿠르드족